# Município de Palmyra (condado de Portage, Ohio)
O município de Palmyra (em inglês: Palmyra Township) é um município localizado no condado de Portage no estado estadounidense de Ohio. No ano de 2010 tinha uma população de 2.919 habitantes e uma densidade populacional de 45,3 pessoas por km².

## Geografia
O município de Palmyra encontra-se localizado nas coordenadas 41° 05′ 15″ N, 81° 02′ 28″ O. Segundo o Departamento do Censo dos Estados Unidos, o município tem uma superfície total de 64.44 km², da qual 63,98 km² correspondem a terra firme e (0,71 %) 0,46 km² é água.

## Demografia
Segundo o censo de 2010, tinha 2.919 habitantes residindo no município de Palmyra. A densidade populacional era de 45,3 hab./km². Dos 2.919 habitantes, o município de Palmyra estava composto pelo 97,7 % brancos, o 0,82 % eram afroamericanos, o 0,34 % eram amerindios, o 0,17 % eram asiáticos, o 0,07 % eram de outras raças e o 0,89 % eram de uma mistura de raças. Do total da população o 0,79 % eram hispanos ou latinos de qualquer raça.